# قره‌تپه (مشهد)
قره‌تپه؛ نام تپه‌ای باستانی مربوط به دورهٔ پیشاتاریخ است و در شهرستان مشهد، بخش مرکزی، دهستان میان ولایت، ۳ کیلومتری شمال روستای دوین واقع شده و این اثر در تاریخ ۱۰ مهر ۱۳۸۰ با شمارهٔ ثبت ۴۰۲۷ به‌عنوان یکی از آثار ملی ایران به ثبت رسیده‌است.